# Tàngara andina pitclara
La tàngara andina pitclara (Dubusia taeniata) és un ocell de la família dels tràupids (Thraupidae).

## Hàbitat i distribució
Habita les espesures de bambú, arbusts i bosc humid des dels Andes de Colòmbia i oest de Veneçuela fins al nord-oest del Perú.

## Taxonomia
S'han reconegut tres subespècies dins aquest tàxon, però recentment i arran del Hoyo et Collar 2016, han estat considerades espècies de ple dret:
- Dubusia taeniata (sensu stricto) - tàngara andina pitclara.
- Dubusia carrikeri  Wetmore, 1946 - tàngara andina de Carriker.
- Dubusia stictocephala Berlepsch et Stolzmann, 1894 - tàngara andina de capell estriat.